# Руди Ван Гелдър
Руди Ван Гелдър (на английски: Rudy Van Gelder) е американски звукоинженер, специалист по джаз.
Ссчита се, че е сред най-мащабните звукоинженери в историята на музиката. Зад гърба си има няколко хиляди джаз сесии, включително много класически записи, в кариера, продължаваща над половин век.
Ван Гелдър е работил с много от големите имена в джаза, включително Майлс Дейвис, Телониъс Монк, Сони Ролинс, Джо Хендерсън, Грант Грийн, Уейн Шортър, Джон Колтрейн и други. Работил е с много музикални компании, но най-близо до живота му стои Блу Ноут Рекърдс.